# Assistente pessoal

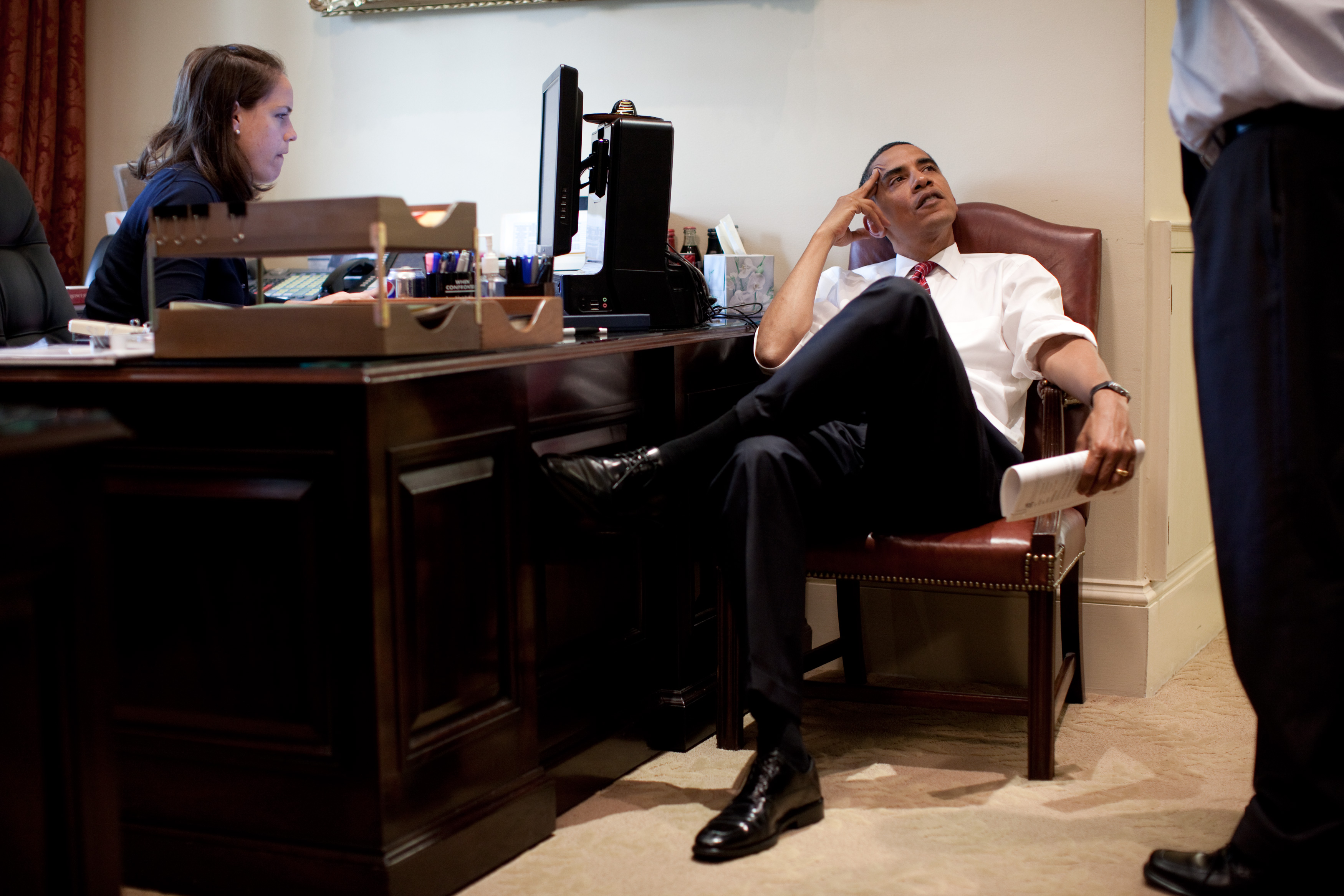
O ex-presidente dos EUA Barack Obama com a secretária pessoal do presidente Katie Johnson

Um assistente pessoal, também conhecido comoo secretário pessoal, é um cargo que descreve uma pessoa que auxilia uma pessoa específica em seus negócios diários ou tarefas pessoais.  É uma subespecialidade das funções de secretariado.

## Deveres, responsabilidades e funções
Um assistente ajuda com o tempo e a gestão diária de reuniões, correspondências e anotações. O papel de um assistente pessoal pode ser variado, como atender chamadas telefônicas, fazer anotações, agendar reuniões, enviar e-mails, mensagens de texto, etc.
Em contextos empresariais ou pessoais, assistentes são pessoas que prestam serviços que aliviam seu empregador do estresse das tarefas associadas ao gerenciamento da vida pessoal e/ou empresarial. Eles auxiliam em uma variedade de tarefas de gerenciamento de vida, incluindo fazer recados, organizar viagens (por exemplo, serviços de agente de viagens, como comprar passagens aéreas, reservar quartos de hotel e alugar carros, e organizar atividades, bem como lidar com serviços mais localizados, como recomendar uma rota diferente para o trabalho com base nas condições da estrada ou da viagem), finanças (pagar contas, comprar e vender ações) e compras (planejar refeições, lembrar de ocasiões especiais como aniversários).
Um assistente geralmente atua como o primeiro ponto de contato do gerente com pessoas de dentro e de fora da organização. Isso significa que suas tarefas e habilidades podem frequentemente ser divididas em dois campos: habilidades técnicas e habilidades pessoais.
As tarefas podem incluir, mas não estão limitadas a:
- elaborar e manter sistemas de escritório, incluindo gerenciamento e arquivamento de dados;
- organizar viagens, vistos e acomodações e, ocasionalmente, viajar com o gerente para tomar notas ou ditar em reuniões ou para fornecer assistência geral durante apresentações;
- filtrar chamadas telefônicas, consultas e solicitações e tratá-las quando apropriado;
- conhecer e cumprimentar visitantes de todos os níveis de antiguidade;
- organizar e manter agendas e marcar compromissos;
- lidar com e-mails, faxes e correspondências recebidas, muitas vezes correspondendo em nome do gerente;
- tomar ditados e atas;
- realizando pesquisas de base e apresentando descobertas;
- produção de documentos, documentos informativos, relatórios e apresentações;
- organizar e participar de reuniões e garantir que o gerente esteja bem preparado para as reuniões;
- estabelecer contato com clientes, fornecedores e outros funcionários.

Além de dar suporte aos gerentes, suas equipes e departamentos, muitos PAs também têm sua própria carga de trabalho e responsabilidades pessoais. O escopo da função pode ser extenso e deveres adicionais podem incluir:
- realização de projetos e pesquisas específicas;
- responsabilidade por contas e orçamentos;
- assumir algumas das responsabilidades do gerente e trabalhar mais de perto com a gerência;
- substituir o gerente, tomar decisões e delegar trabalho a outros na ausência do gerente;
- estar envolvido em processos de tomada de decisão.